# Luka Garza

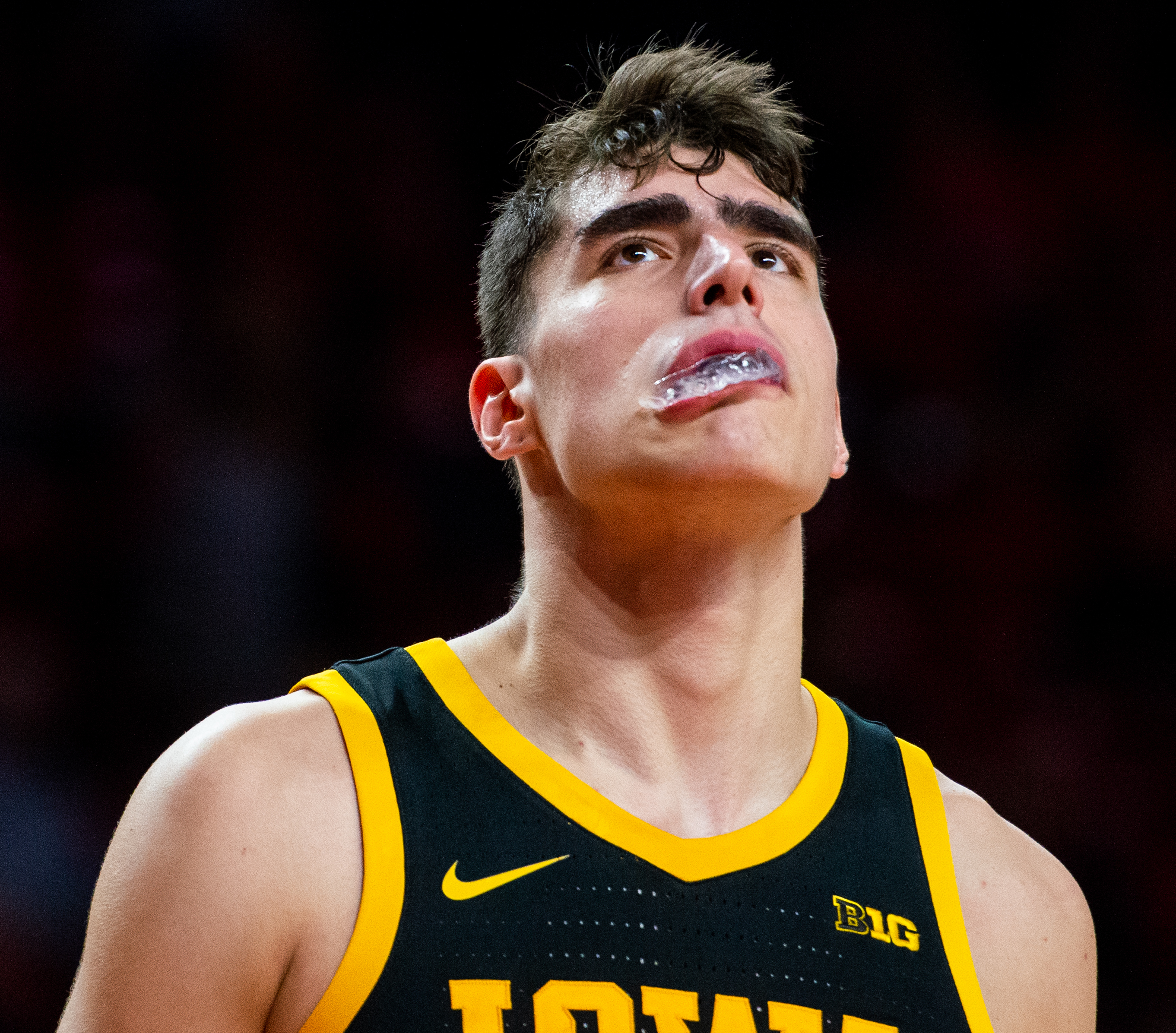
Luka Garza, 2020.

Luka H. Garza, född 27 december 1998 i Washington, D.C. i USA, är en bosnisk-amerikansk professionell basketspelare (C/PF) som spelar för Boston Celtics i National Basketball Association (NBA). Han har tidigare spelat för Detroit Pistons och Minnesota Timberwolves.
Garza draftades av Detroit Pistons i andra rundan i 2021 års draft som 52:a spelare totalt.
Innan han blev proffs studerade Garza vid University of Iowa och spelade för deras idrottsförening Iowa Hawkeyes.
I december 2021 meddelade Garza att han hade fått bosniskt medborgarskap och gjorde debut för det bosniska basketlandslaget i kvalificieringsrundan till de olympiska sommarspelen 2024 två år senare.